# Julio Herrera y Reissig
Julio Herrera y Reissig (ur. 1 sierpnia 1875 w Montevideo, zm. 18 marca 1910 tamże) – urugwajski poeta. 
Pochodził z zamożnej i wpływowej rodziny, ale odrzucił związane z tym możliwości, wybierając życie wśród bohemy w Montevideo. Związał się z grupą młodych poetów, którzy starali się wywołać kontrowersje poprzez celowe naruszanie zasad tradycyjnej kompozycji poetyckiej, doborem tematów i idiosynkratycznym językiem.  
Cierpiał na przewlekłe problemy zdrowotne, zmarł w 1910 roku, w wieku 35 lat. 

## Wybrana twórczość
- Canto a Lamartine (1898)
- Epílogo wagneriano a "La política de fusión" con surtidos de psicología sobre el Imperio de Zapicán (1902)
- Las pascuas del tiempo (1902)
- Los maitines de la noche (1902)
- La vida (1903)
- Los parques abandonados (1902–1908)
- Los éxtasis de la montaña (1904–1907)
- Sonetos vascos (1908)
- Las clepsidras (1909)
- La torre de las esfinges (1909)
- Los peregrinos de piedra (1909)
- Tratado de la imbecilidad del país por el sistema de Herbert Spencer